# Smith-Kliff
Das Smith-Kliff ist ein Felsenkliff im Norden der Thurston-Insel vor der Eights-Küste des westantarktischen Ellsworthlands. Es ragt an der vereisten Nordküste der Tinglof-Halbinsel auf.
Das Advisory Committee on Antarctic Names benannte es 2003 nach dem Flugzeugfunker William F. Smith, Mitglied der Ostgruppe der bei der von der United States Navy durchgeführten Operation Highjump (1946–1947) zur Erstellung von Luftaufnahmen der Thurston-Insel und der benachbarten Festlandküste.